# Krankenhausinformationssystem
Ein Krankenhausinformationssystem (KIS) ist die Klasse der Gesamtheit aller informationsverarbeitenden Systeme der Informationstechnik zur Erfassung, Bearbeitung und Weitergabe medizinischer und administrativer Daten im Krankenhaus.
Zu KIS gehören Serverfunktionen, Arbeitsplatzfunktionen und mobile Funktionen der Datenbereitstellung. Im weiteren Sinn gehören zu den KIS auch konventionelle Methoden der papierbasierten Dokumentation und der Sprachkommunikation. Im Allgemeinen beschränkt man den Begriff heute eher auf die computerbasierten Komponenten des KIS.
In diesem Zusammenhang spricht man auch von „KIS-Herstellern“ und vom „KIS-Markt“, wobei dann mit „KIS“ in Abweichung von der allgemein anerkannten Definition keine Instanz eines Informationssystems in einem bestimmten Krankenhaus gemeint ist, sondern ein Softwareprodukt, das wesentliche Funktionsbereiche eines typischen Krankenhausinformationssystems abdeckt.
Der Begriff KIS wird auch verwendet, um alle weniger spezifischen Serverfunktionen eines Krankenhaus-Netzwerks zu bezeichnen und dieses von Spezialsystemen, wie dem Radiologie-Informationssystem (RIS), dem Labor-Informationssystem (LIS bzw. LIMS), dem Intensivstations-Informationssystem (IIS) usw. abzugrenzen. Bei Übernahmen aus dem angloamerikanischen Sprachgebrauch bezeichnet man KIS auch als HIS (Hospital Information System).

## Funktionen
Das grundsätzliche Ziel eines KIS ist das Erfüllen der Vorgaben aus dem SGB V. Danach reicht es nicht aus, Informationen einfach auf einen Zettel zu schreiben oder zu tippen. Das KIS soll als führendes System die Kommunikation zwischen den Mitarbeitern verbessern und den gesamten Ablauf von der Patientenaufnahme bis zur Entlassung in einem Krankenhaus organisieren und steuern. Die Administration der Patientenstammdaten und der Falldaten gehören ebenso dazu wie die gesetzeskonforme Abrechnung der erbrachten Leistungen.
Die Funktionen von Krankenhausinformationssystemen sind die Sicherung, Veränderung und Präsentation von Informationen und Daten. Daraus ergibt sich der mögliche Vorteil, dass jeder befugte Mitarbeiter eines Krankenhauses in seiner zugewiesenen Benutzerrolle Zugriff auf für ihn relevante Daten hat.
Der Schwerpunkt der Funktionen liegt im administrativen Bereich, vor allem die
Erhebung der Krankheitsdaten (z. B. Anamnese), Dokumentation und Planung
ärztlichen und pflegerischen Handelns, also Pflegeplanung und Pflegedokumentation sowie die ärztlichen Berichte und Arztbriefe. Das Verordnen von Untersuchungen oder Behandlungen (order entry) durch den Arzt sowie die Verwaltung und Dokumentation der Untersuchungsergebnisse sind zu erfüllen.
Immer häufiger werden KIS-Funktionen im Rahmen von mHealth Anwendung auf mobilen Geräten bereitgestellt.

### Planung, Steuerung und Abrechnung
Die Planung und Steuerung medizinischer Leistungen (beispielsweise über klinische Behandlungspfade, englisch clinical pathways) wird mit modernen KIS erleichtert. Das Krankenhausinformationssystem unterstützt das Erstellen von Dokumenten (Arztbriefe, OP-Berichte) usw., wobei Teile dieser Dokumente oft auf der Basis der zuvor erhobenen Daten vorgeschlagen werden können. Zusammenfassende Auswertungen zum gesetzlichen und internen Reporting sind unabdingbar.
Zum Zwecke der Abrechnung gegenüber Krankenkassen, Krankenversicherungen und Selbstzahlern werden Falldaten nach dem ICD-Schlüssel, erbrachte medizinischen Leistungen nach dem OPS-Schlüssel (früher: ICPM-Schlüssel) bzw. DRG-Fallpauschalen Diagnosis Related Groups klassiert und für die Berechnung der Rechnungsdaten (inklusive Material und Arbeitszeit) für eine Kostenträgerrechnung genutzt.

### Betriebsdatenerfassung
Bekannte KIS leisten die Betriebsdatenerfassung in verschiedener Detaillierung. Eine genaue Aufschreibung der einzelnen Leistungen erfolgt meist nur für die Sachleistungen. Für die Personalleistungen, die den Löwenanteil der übrigen Kosten ausmachen, wird in der Regel keine Unterstützung bereitgestellt.
Nicht zuletzt werden logistische Funktionen wie die Unterstützung der Materialbestellungen (Lager- und Sondermaterial) auf der Station (ggf. mit Genehmigungsworkflow), die Dokumentation des Flusses von Verbrauchsmaterialien im Krankenhaus (z. B. im OP oder in der Röntgenabteilung) mitsamt der
Zuordnung der Sachkosten zum spezifischen Fall unterstützt.

### Erreichte Reifegrade
Je nach Auffassung sind vollständig integrierte Systeme nicht zu erwarten, längst installationsfähig, nicht wünschenswert oder nicht möglich. Tatsächlich setzt der stete Zuwachs an komplexen neuen Funktionen eine stete Ausweitung des bestehenden Definitionsumfangs, so dass eine Komplettlösung immer lediglich den Definitionen früheren Standes entsprechen wird.
Ein Krankenhausinformationssystem ist hochkomplex. Es gibt keine verbindlichen Normen und Standards. Lediglich für den Datenaustausch sind Formate und Protokolle genormt oder die entsprechenden Normen sind in Vorbereitung. Für den Datenaustausch durchgesetzt haben sich bisher HL7 und DICOM.
Eine Aufgabe für die KIS-Anbieter ist die kontinuierliche Änderung von gesetzlichen Abrechnungsregeln, Qualitätssicherungsmaßnahmen usw., die die Hersteller und die Betreiber zu permanenter Pflege zwingt. Diese Pflege bindet Kapazitäten, welche ansonsten für Weiterentwicklungen verwendet werden könnten.
Je nach Strategie der Anbieter wird mehr die Integrationsstrategie (alles aus einer Hand) oder die Kommunikationsstrategie (Schnittstellenvielfalt) der eigenen KIS-Software propagiert. Kleinere Hersteller bieten eher Spezial- oder Nischenlösungen an, die größere Hersteller nicht so schnell auf die spezifischen Anforderungen eines Hauses anpassen können.

### Kritik
Bei einer im Jahr 2023 durchgeführten Umfrage äußerten sich nur 56 % aller Anwender zufrieden über die Funktionalitäten ihres KIS. Bei den Geschäftsführern war der Anteil noch geringer; nur 44 % waren mit ihrem KIS zufrieden. Hauptkritikpunkte waren mangelhafte Softwareergonomie und Ressourcenmanagement.

### Datenverfügbarkeit und Datenschutz
KIS werden unter Datenschutzgesichtspunkten immer skeptisch betrachtet, da in den Systemen große Mengen zu schützender und sehr sensibler persönlicher Daten verwaltet werden. Dabei haben die Skeptiker keine Empfehlung parat, wie der Spagat zwischen Datenschutz und Datenverfügbarkeit ohne KIS zu lösen ist.
Zunächst muss in medizinischen Notfällen der Zugriff auf alle Daten (z. B. Allergien, bisherige Medikation) durch jeden Krankenhausarzt, der als Erster vor Ort ist, möglich sein. Das gilt auch, wenn es sich nicht um den primär behandelnden Arzt handelt. Dies wird derzeit meist durch „Notfallzugriffsberechtigungen“ ermöglicht, deren Zugriffe streng protokolliert werden.
Statisch definierte restriktive Zugriffsrechte schränken den Nutzen von KIS unter Umständen in seiner notwendigen Arbeit ein, wobei eine zu großzügige Rechtevergabe zu viele sensible Informationen preisgeben könnte. Ein im aktuellen Kontext definiertes dynamisch beschränktes Zugriffsrechte-Management ist bisher in keinem eingeführten System implementiert. Spezielle Lösungen zur Rollen-konformen Zugriffssteuerung werden separat angeboten und bieten gleiche Oberflächen für alle betriebenen Systeme.

### Cloud-Lösungen
Während sich in anderen Bereichen der IT Cloud-Lösungen zunehmend durchgesetzt haben, ist dies bei KIS-Systemen bislang noch nicht zu beobachten. Mit dem CLINIXX-KIS der AMC GmbH gibt aber mittlerweile einen Systemanbieter, der ein web-basiertes KIS in der Cloud anbietet.

## Marktvielfalt
Auf dem deutschen Markt für Krankenhaussoftware findet fortlaufend eine starke Konsolidierung statt. Als Folge treten stets neue Anbieter auf, die mit Lösungen für kleinere Einrichtungen oder mit hoch spezialisierten Lösungen geringere Marktanteile der etablierten Anbieter übernehmen oder neue Funktionsbereiche erschließen. Die Lebensdauer solcher kleineren neuen Anbieter ist meist mit dem Gradienten des initialen Markterfolgs verbunden. Allerdings sind ebenso die eingeführten großen Hersteller nicht vor Einbrüchen gefeit.
Zunehmend finden moderne Konzepte der mobilen Informationsanwendungen Eingang in die Ausstattungskonzepte von Kliniken. Eine Vorreiterrolle haben dabei bisher große Universitätskliniken und private Klinikverbunde übernommen. Das Interesse an mobilen Lösungen wächst aber auch bei kleineren und mittleren Einrichtungen stetig. Dagegen ist gerade die Investitionsbereitschaft für eine Vollausbreitung solcher Konzepte in den Kliniken in öffentlicher Trägerschaft wegen der kameralistischen Budgetierung völlig unzureichend.

### Anbieter
In Deutschland sind die größten Anbieter mit mindestens 100 Installationen (Stand 12/2022):
- Dedalus mit dem ORBIS-KIS[5]
- CompuGroup Medical mit den Systemen CGM Medico und CGM Clinical[6]
- Oracle Cerner mit dem System i.s.h.med (abgekündigt) und Soarian Clinicals
- Nexus mit dem Nexus / KIS[7]
- Meierhofer mit dem System M-KIS[8]
- Telekom Healthcare mit dem System iMedOne[9]
- Mesalvo iSolutions Health ClinicCentre[10]

Die Marktanteile der Anbieter variieren stark je nach Region. So ist Softway Medical in Frankreich mit Abstand der größte Anbieter und Epic in der Region Nordeuropa.

### Paradigma der Koordination in Selbststeuerung
Bisher ist die Übertragung der tatsächlichen routinierten Koordinationspraxis durch Selbststeuerung der kompetenten Mitarbeiter mit flacher Hierarchie in die Systemkonzepte der Krankenhaussoftware nicht gelungen.

### Systemintegration
Der patientenzentrierte Teil eines KIS (Klinisches Arbeitsplatzsystem, KAS) spielt eine zunehmende Rolle für die Koordination der Leistungen eines Krankenhauses, während der bisher führende administrative Teil des KIS auf Hintergrundprozesse zurückgedrängt wird und sich mit seiner prozessfernen Funktionalität in den Gesamtprozess der Leistungserbringung und Abrechnung einordnet.
In der Regel sind die innovativen Komponenten für die Nutzung unmittelbar durch die Patienten schwach verbreitet und die medizintechnischen Komponenten am Patientenbett schwach vernetzt.

### Modellsysteme
Für die erfolgreiche Einführung und den Betrieb von KIS-Software ist die Modellierung und Optimierung der klinischen Prozesse von zentraler Bedeutung. Dafür gibt es keine allgemein verbindlichen Vorlagen. Bisher sind tradierte Konzepte einer hierarchischen Steuerung dominant vertreten. Die Lösungsanteile für eine Fluss-orientierte Koordination (Workflow-Management) sind meist schwach entwickelt oder für die tägliche Routine untauglich.
Grundlage für die Gestaltung der klinischen Informationssysteme, für die Auswahl von Softwareprodukten und für Management und Betrieb von Informationssystemen muss eine kritische Analyse der Anforderungen mit einer Unterscheidung zwischen essenziellen Funktionen und Spezialanforderungen sein.
In der medizinischen Informatik werden daher Verfahren und Modelle zur Beschreibung von KIS entwickelt. Die vielfältigen und komplexen Anforderungen an KIS werden dabei in Katalogen und Referenzmodellen zusammengefasst.

### Open Source Systeme
Für Beschaffung und Unterhalt kommerzieller KIS-Systeme sind beträchtliche Summen erforderlich. Die Anschaffungskosten liegen für ein Krankenhaus mittlerer Größe im 7-stelligen €-Bereich, die monatlichen Kosten für den Wartungsvertrag üblicherweise im 5-stelligen Bereich. In Entwicklungsländern sind solche Kosten nicht abbildbar und so haben sich eine Reihe von Open-Source-Lösungen entwickelt, die in Ländern wie Indien, Bangladesch, Kambodscha, Nepal, Sierra Leone, Pakistan, Äthiopien oder den Philippinen benutzt werden.